# Stanisław Olejniczak
Stanisław Feliks Olejniczak (Zbąszyń, 28 marzo 1938 – 1º febbraio 2022) è stato un cestista polacco.

## Carriera
Con la Polonia ha disputato i Giochi olimpici di Tokyo 1964 e tre edizioni dei Campionati europei (1961, 1963, 1965).

## Palmarès
- Campionato polacco: 3

Lech Poznań: 1957-58
Legia Varsavia: 1965-66, 1968-69
- Coppa di Polonia: 2

Legia Varsavia: 1968, 1970